# 大西直樹
大西 直樹（おおにし なおき、1948年- ）は、日本のアメリカ文化学者、国際基督教大学名誉教授。

## 経歴
東京都生まれ。国際基督教大学教養学部およびアマースト大学卒。ICU大学院比較文化研究科博士後期課程満期退学、1990年「ピューリタン文学における予型論的想像力の変遷」で学術博士。ICU教養学部教授（アメリカ文学・アメリカ学）、2019年定年、特任教授を経て名誉教授。
学内の教育に加え、同学がインターネット上で「授業を体験」する機会〈オープン・コースウェア〉に出講し、広く社会に開かれた教育機会に参画した。

## 公務
- アメリカ学会、監事
- 日本エミリィ・ディキンスン学会、会長
- 初期アメリカ学会、会長ほか[注釈 3][13][14]

## 著書

### 単著
- 『ニューイングランドの宗教と社会』（彩流社、1997年）ISBN 4882024527、NCID BA30911860
- 『ピルグリム・ファーザーズという神話 作られた「アメリカ建国」』（講談社〈講談社選書メチエ131〉、1998年）ISBN 4062581310、NCID BA35823556
- 『エミリ・ディキンスン アメジストの記憶』彩流社〈フィギュール彩96〉、2017年。 NCID BB24396246。ISBN 9784779170980

### 共編著
- 『今、アメリカは』斎藤眞 共編著（南雲堂、1995年[注釈 4]）
- 『初期アメリカ研究学会ニューズレター』、初期アメリカ研究学会、三鷹、1997年、NCID AA11565039、国立国会図書館書誌ID:032644207。全国書誌番号:01057006[注釈 5]。
- 『言葉と想像力』金子雄司 共編（開文社出版、2001年）ISBN 4875719574、NCID BA54053343。
- 『歴史のなかの政教分離 英米におけるその起源と展開』千葉眞 共編（彩流社、2006年）ISBN 477911151X、NCID BA76435456。
- 『アメリカと宗教』森 孝一、大西 直樹、斎藤 真 ほか共編著（日本国際問題研究所〈JIIA現代アメリカ5〉、1997年）ISBN 4819302477、NCID BN1614324X[注釈 6]
- 「自由を求めて : 近代史における日米関係」飛田 良文 ほか共編著『アジアにおける異文化交流 : ICU創立50周年記念国際会議』（明治書院、2004年）ISBN 4625433215、NCID BA66397543[注釈 7]
- 佐久間 みかよ、橋川 健竜、増井 志津代、小倉 いずみ『改革が作ったアメリカ : 初期アメリカ研究の展開』（小鳥遊書房、2023年）ISBN 9784867800102、NCID BD01447499。別題『Rethinking early America : peoples, reforms,writings in perspective』。

### 翻訳
- コンスタンス・ルーアク『オーデュボン伝 野鳥を描きつづけた生涯（平凡社、1993年）
- D・H・ローレンス『アメリカ古典文学研究』（講談社〈講談社文芸文庫〉、1999年）
- ヘンリー・D・ソロー『ウォーキング』（春風社、2005年）
- デイヴィッド・シュトラウス『パーシヴァル・ローエル　ボストン・ブラーミンの文化と科学』井上正男 監修・解説・訳者代表（彩流社、2007年）
- エドウィン・S・ガウスタッド『アメリカの政教分離 植民地時代から今日まで』（みすず書房、2007年）
- バーナード・ベイリン『世界を新たに－フランクリンとジェファソン アメリカ建国者の才覚と曖昧さ』大野ロベルト 共訳（彩流社、2011年）
- シンディー・マッケンジー、バーバラ・ダナ 編『空よりも広く　エミリー・ディキンスンの詩に癒やされた人々』彩流社、2012年）
- デイヴィッド・D・ホール『改革をめざすピューリタンたち　ニューイングランドにおけるピューリタニズムと公的生活の変貌』（彩流社、2012年）
- アダム・ザモイスキ『ショパン：プリンス・オブ・ザ・ロマンティックス』楠原祥子 共訳（音楽之友社、2022年）

## 論文
- Onishi, Naoki「Of Plymouth Plantation: The Function of Typology」『アメリカ研究』アメリカ学会、ISSN 0387-2815、1988年、第1988巻第22号、113-130頁、CRID 1390282680325705216、doi:10.11380/americanreview1967.1988.113。
- 「Reefs and islands of the Chagos Archipelago, Indian Ocean: why it is the world's largest no‐take marine protected area」『Aquatic Conservation: Marine and Freshwater Ecosystems』ISSN 1052-7613、Wiley、2012-01-17、22、2、232-261頁、CRID 1360855569533491200、doi:10.1002/aqc.1248。